# Ewald Christian von Kleist
Ewald Christian von Kleist (Zeblin nevű apai birtokán, Pomeránia, 1715. március 7. – Frankfurt an der Oder, 1759. augusztus 24.) porosz költő és tábornok.

## Élete
1736-ban a dán hadseregben katonatiszt lett, de 1740-ben II. Frigyes visszakövetelte és hadnaggyá nevezte ki. Részt vett az 1744-1745-ös sziléziai hadjáratban, 1749-ben törzskari kapitány lett. Egy svájci utazás után, miután egy nagy betegségen esett át, 1756-ban újra parancsot kapott, hogy vonuljon be a hadsereghez. Egy évre rá őrnaggyá, majd a lipcsei tábori kórház igazgatójává lett. Itt az Essides und Paches című eposz megirásához fogott. Megnyerte Lessing barátságát, aki arra bírta, hogy egy szomorújátékot írjon. Megírta Seneca-t, mely művet Kleist maga is elhibázottnak tartott. A kunersdorfi csatában 1759-ben, amely Poroszországra nézve szerencsétlenül végződött, hősies bátorsággal harcolt, de halálosan megsebesült. Elbeszélései: A barátság, Arist és egy irin című idill. Frühling című műve sok kiadást megért. Magyarra Csokonai Vitéz Mihály fordította. Összes műveit kiadta Ramler (Berlin 1760, 2 kötet).

## Magyarul
- A tavasz. Hozzájárulnak Kleistnak némelly apróbb darabjai; ford. Csokonai Vitéz Mihály; Özvegy Weinmüllerné, Komárom, 1802